# Parna vuča u Hrvatskoj
Parne lokomotive kao željeznička vučna vozila ne upotrebljavaju se više na hrvatskim prugama. Parne lokomotive intenzivno su se koristile sve do 1960-ih godina kad su se u promet počela uvoditi električne i dizelske lokomotive. Slijedom toga sustavno je smanjivan broj parnih lokomotiva. Početak ukidanja parne vuče u Hrvatskoj najavljen je 1. ožujka 1976. kad je iz zagrebačke ložionice ispraćena posljednja parna lokomotiva oznake JŽ 11-001/MÁV 424. Posljednja parna lokomotiva u Hrvatskoj prometovala je 20. srpnja 1988. između Pleternice i Našica, a 23. rujna iste godine iz kolodvora Pakrac službeno je otpremljena posljednja parna lokomotiva oznake JŽ 51-144. Parna lokomotiva HŽ 22-077 (s tenderom 22-030) kratko je vukla turistički/izletnički vlak "Zagorski cug" na relaciji Zagreb-Gornja Stubica-Zagreb 1992. godine.

### Sačuvane lokomotive
Hrvatske željeznice ne posjeduju parne lokomotive koje su u voznom stanju. Neke lokomotive čuvaju se u Hrvatskom željezničkom muzeju. Zbirku željezničkih vozila u HŽM najvećim dijelom čine lokomotive na parni pogon, kojih je sačuvano ukupno 36 i to 13 različitih serija. Od tih lokomotiva 15 ih je izloženo na željezničkim kolodvorima diljem Hrvatske kao spomenici tehničke baštine.
- Parna lokomotiva 125-052 na zagrebačkom Glavnom kolodvoru
- 11-015 u Hrvatskom željezničkom muzeju (HŽM), Zagreb
- 51-144 u HŽM
- 116-037 u HŽM
- 62-054 u HŽM
- 835-040 u Puli
- 51-032 u Rijeci
- 51-133 u Vinkovcima
- J62-084 u Gračacu
- 83-106 u Pločama

## Poveznice
- Parna lokomotiva
- Željeznička vučna vozila u Hrvatskoj‎
- Hrvatski željeznički muzej